# Aplastična anemija
Aplastična anemija je bolezen, pri kateri telo ne proizvaja zadostnega števila krvnih celic. Krvne celice proizvajajo matične celice, ki so v kostnem mozgu. Aplastična anemija povzroča pomanjkanje vseh vrst krvnih celic: rdečih krvnih celic, belih krvnih celic in trombocitov.
Pogostejša je pri najstnikih in v dvajsetih letih, pogosta pa je tudi pri starejših. Lahko je posledica dednosti, imunske bolezni ali izpostavljenosti kemikalijam, zdravilom ali sevanju. V približno polovici primerov vzrok ni znan.
Dokončna diagnostika se opravi z biopsijo kostnega mozga; normalni kostni mozeg vsebuje 30–70 % krvotvornih matičnih celic, vendar pri aplastični anemiji teh celic večinoma ni in jih nadomesti maščoba.
Prva vrsta zdravljenja aplastične anemije so imunosupresivna zdravila, običajno antilimfocitni globulin ali antitimocitni globulin, v kombinaciji s kortikosteroidi, kemoterapijo in ciklosporinom. Uporablja se tudi presaditev hematopoetskih matičnih celic, zlasti pri bolnikih, mlajših od 30 let, s sorodnim darovalcem kostnega mozga.
Bolezen je znana tudi kot vzrok smrti Eleanor Roosevelt in Marie Curie.

## Znaki in simptomi
Anemija lahko povzroči občutek utrujenosti, bledo kožo in hiter srčni utrip.
Nizki trombociti so povezani s povečanim tveganjem za krvavitve, podplutbe in petehije. Nizko število belih krvnih celic poveča tveganje za okužbe.

## Vzroki
Aplastično anemijo lahko povzroči izpostavljenost nekaterim kemikalijam, zdravilom, sevanju, okužbam, imunski bolezni; v približno polovici primerov dokončni vzrok ni znan. To ni niti nalezljiva bolezen nti družinska dedna bolezen. Lahko nastane zaradi drugih bolezni, toda pri potomcih obolele osebe se bolezen ne bo pojavila zaradi dedne povezanosti.
Aplastična anemija je včasih povezana tudi z izpostavljenostjo toksinom, npr. benzenu, ali uporabo nekaterih zdravil, vključno s kloramfenikolom, karbamazepinom, felbamatom, fenitoinom, kininom in fenilbutazonom. Na povezavo številnih zdravil z aplazijo kažejo predvsem poročila o primerih, vendar z zelo majhno verjetnostjo. Z aplazijo je na primer povezano zdravljenje s kloramfenikolom, in sicer pri manj kot enem od 40.000 zdravljenj, karbamazepinska aplazija pa je še redkejša.
Z nastankom aplastične anemije je povezana tudi izpostavljenost ionizirajočemu sevanju radioaktivnih snovi ali naprav, ki proizvajajo sevanje. Zaradi aplastične anemije je umrla Marie Curie, ki se je proslavila s svojim pionirskim delom na področju radioaktivnosti, potem ko je dolgo nezaščitena delala z radioaktivnimi snovmi; škodljivi učinki ionizirajočega sevanja takrat še niso bili znani.
Aplastična anemija je prisotna pri do 2 % bolnikov z akutnim virusnim hepatitisom.
Znan vzrok je avtoimunska bolezen, pri kateri bele krvne celice napadajo kostni mozeg.
Kratkotrajna aplastična anemija je lahko tudi posledica okužbe s parvovirusom. Pri ljudeh je antigen P (znan tudi kot globozid), eden izmed številnih celičnih receptorjev, ki prispevajo h krvni skupini, celični receptor za parvovirus B19, ki pri otrocih povzroča infekcijski eritem (peto bolezen). Ker zaradi afinitete do antigena P okuži rdeče krvne celice, parvovirus povzroči popolno prenehanje proizvodnje rdečih krvnih celic. V večini primerov to ostane neopaženo, saj rdeče krvne celice živijo v povprečju 120 dni, upad njihovega nastajanja pa ne vpliva bistveno na skupno število rdečih krvnih celic v obtoku. Pri ljudeh z boleznimi, pri katerih celice zgodaj odmrejo (na primer srpastocelično anemijo), pa lahko okužba s parvovirusom povzroči hudo anemijo. Parvovirus B19 je pogosteje povezan z aplastično krizo, ki (kljub imenu) vključuje le rdeče krvne celice. Aplastična anemija vključuje vse celične linije. Drugi virusi, ki jih povezujejo z nastankom aplastične anemije, so virusi hepatitisa, virus Epstein-Barr, citomegalovirus, parvovirus B19 in HIV.
Pri nekaterih živalih ima lahko aplastična anemija druge vzroke. Pri belem dihurju (Mustela putorius furo) jo na primer povzroča toksičnost estrogena, saj so samice dihurjev inducirane ovulatorke, zato je za preprečitev gonitve potrebno parjenje. Intaktne samice, ki se ne parijo, se še naprej gonijo, čez nekaj časa pa visoke ravni estrogena povzročijo, da kostni mozeg preneha proizvajati rdeče krvne celice.

## Diagnostika
Bolezen je treba razlikovati od čiste aplazije rdečih krvnih celic. Pri aplastični anemiji ima bolnik pancitopenijo (tj. levkopenijo in trombocitopenijo), kar povzroči zmanjšanje vseh oblikovanih elementov. Nasprotno pa je za čisto aplazijo rdečih krvnih celic značilno zmanjšanje števila samo rdečih krvnih celic. Diagnozo lahko potrdimo le s preiskavo kostnega mozga. Pred začetkom tega postopka bodo pri bolniku na splošno opravljene še druge krvne preiskave, da bi našli diagnostične namige, vključno s celotno krvno sliko, ledvično funkcijo in elektroliti, jetrnimi encimi, preiskavami delovanja ščitnice ter ravnmi vitamina B12 in folne kisline. Za razjasnitev diferencialne diagnoze aplastične anemije se uporabljajo naslednje preiskave:
1. Aspiracija kostnega mozga in biopsija: za izključitev drugih vzrokov pancitopenije (tj. neoplastične infiltracije ali pomembne mielofibroze).
2. Anamneza iatrogene izpostavljenosti citotoksični kemoterapiji lahko povzroči prehodno supresijo kostnega mozga.
3. Rentgensko slikanje, računalniška tomografija (CT) ali ultrazvočni slikovni testi: povečane bezgavke (znak limfoma), ledvice in kosti v rokah in dlaneh (nenormalno pri Fanconijevi anemiji).
4. Rentgensko slikanje prsnega koša: okužbe.
5. Preiskave jetrnih funkcij: bolezni jeter.
6. Preiskave na viruse: virusne okužbe.
7. Koncentracija vitamina B12 in folatov: pomanjkanje vitaminov.
8. Preiskave krvi na paroksizmalno nočno hemoglobinurijo.
9. Preiskave na protitelesa: imunska sposobnost.

## Zdravljenje
Zdravljenje imunsko povzročene aplastične anemije vključuje zaviranje imunskega sistema, kar je mogoče doseči z vsakodnevnim jemanjem zdravil ali v hujših primerih s presaditvijo kostnega mozga, kar lahko privede do ozdravitve. Presajeni kostni mozeg nadomesti propadajoče celice kostnega mozga z novimi celicami ustreznega darovalca. Multipotentne matične celice v kostnem mozgu rekonstituirajo vse tri linije krvnih celic, tako da se pri bolniku obnovijo imunski sistem, rdeče krvne celice in trombociti. Poleg nevarnosti odpovedi presadka pa obstaja tudi tveganje, da bi lahko novonastale bele krvne celice napadle preostali del telesa ("bolezen presadka proti gostitelju"). Pri mladih bolnikih s sorodnim, HLA-skladnim darovalcem lahko presaditev kostnega mozga štejemo za prvo vrsto zdravljenja; pri bolnikih, ki nimajo sorodnega in antigensko skladnega darovalca, se imunosupresija običajno izvaja kot prva vrsta zdravljenja, presaditve kostnega mozga antigensko skladnih darovalcev pa veljajo za drugo vrsto zdravljenja.
Zdravljenje aplastične anemije z zdravili pogosto vključuje režim antitimocitnega globulina (ATG) in večmesečno zdravljenje s ciklosporinom za modulacijo imunskega sistema. Učinkovita je lahko tudi kemoterapija z učinkovinami, kot je ciklofosfamid, vendar je bolj toksična kot ATG. Zdravljenje s protitelesi, npr. ATG, je usmerjeno proti celicam T, za katere domnevajo, da napadejo kostni mozeg. Kortikosteroidi so na splošno neučinkoviti, čeprav se uporabljajo za blaženje serumske bolezni, ki jo povzroča ATG. Običajno se o uspešnosti presodi na podlagi biopsije kostnega mozga šest mesecev po začetnem zdravljenju z ATG.
Ena prospektivna študija, ki je vključevala ciklofosfamid, se je predčasno zaključila zaradi visoke incidence smrtnosti, povezane s hudimi okužbami ob dolgotrajni nevtropeniji.
V preteklosti, preden je bilo na voljo zgoraj opisano zdravljenje, so bolnike z nizkim številom levkocitov pogosto zaprli v sterilno sobo ali mehurček (da bi zmanjšali tveganje za okužbe).

### Spremljanje
Za ugotavljanje, ali je bolnik še vedno v stanju remisije, je treba redno spremljati celotno krvno sliko.
Pri številnih bolniki z aplastično anemijo so prisotni tudi kloni celic, značilnih za redko bolezen paroksizmalno nočno hemoglobinurijo (PNH, anemija s trombopenijo in/ali trombozo), včasih imenovano AA/PNH. PNH občasno sčasoma prevlada, kar se pokaže predvsem z intravaskularno hemolizo. Domneva se, da je prekrivanje AA in PNH mehanizem, s katerim se kostni mozeg izogne uničenju z imunskim sistemom. Pri ljudeh s predhodno aplastično anemijo se za spremljanje razvoja PNH redno opravlja pretočna citometrija.

## Prognoza
Nezdravljena, huda aplastična anemija je povezana z velikim tveganjem za smrt. Sodobno zdravljenje z zdravili ali presaditvijo matičnih celic zagotavlja več kot 45-odstotno stopnjo petletnega preživetja, pri čemer je preživetje daljše pri mlajših bolnikih.
Stopnje preživetja pri presaditvi izvornih celic se razlikujejo glede na starost in razpoložljivost dobro usklajenega darovalca. Izkazalo se je, da je stopnja petletnega preživetja bolnikov, ki prejemajo presaditve, 42-odstotna pri bolnikih, mlajših od 20 let, 32-odstotna pri tistih, ki so stari od 20 do 40 let, in približno 10-odstotna pri bolnikih, starejših od 40 let. Stopnja uspešnosti je boljša pri bolnikih, ki imajo sorodne in skladne darovalce, in slabša pri bolnikih, ki kostni mozeg prejmejo od nesorodnih darovalcev. Starejši ljudje (ki so na splošno prešibki, da bi pri njih lahko presadili kostni mozeg), in ljudje, ki ne morejo najti ustreznega darovalca kostnega mozga, imajo ob imunski supresiji do 35-odstotno stopnjo petletnega preživetja.
Pogosti so recidivi. Ponovitev bolezni po uporabi ATG/ciklosporina je včasih mogoče zdraviti s ponovnim zdravljenjem. Poleg tega se pri 0–15 % hudih primerov aplastična anemija razvije v mielodisplastični sindrom in levkemijo. Glede na študijo se je pri otrocih, ki so bili podvrženi imunosupresivni terapiji, približno 15,9 % otrok, ki so se odzvali na imunosupresivno terapijo, srečalo s ponovitvijo bolezni.

## Etimologija
Pridevnik aplastičen je kombinacija dveh starogrških sestavin: a – kar pomeni "ne" in -plaza, "ki se oblikuje". Anemija je kombinacija starogrškega elementa an-, kar pomeni "ne", in -emia iz grščine prek nove latinščine – (h) aimia, "kri".

## Epidemiologija
Aplastična anemija je redka nerakava bolezen, pri kateri krvni mozeg ne more ustrezno proizvajati krvnih celic, potrebnih za preživetje. Ocenjuje se, da je incidenca aplastične anemije 0,7–4,1 primera na milijon ljudi po vsem svetu, pri čemer je bolezen približno enako pogosta pri moških in ženskah. Stopnja pojavnosti aplastične anemije je v Aziji 2–3 krat večja kot na Zahodu, pri čemer je incidenca bolezni v ZDA 300–900 primerov na leto.  Bolezen najpogosteje prizadene odrasle, stare od 15 do 25 let in starejše od 60 let, vendar jo ugotavljajo v vseh starostnih skupinah. Večinoma je pridobljena in ni podedovana. Ti pridobljeni primeri so pogosto povezani z izpostavljenostjo dejavnikom okolja, kot so kemikalije, zdravila in nalezljivi povzročitelji, ki poškodujejo krvni mozeg in zmanjšajo sposobnost kostnega mozga za proizvodnjo novih krvnih celic. V številnih primerih pa osnovnega vzroka bolezni ni mogoče najti. To se imenuje idiopatska aplastična anemija in predstavlja 75 % primerov. Pri tem je učinkovitost zdravljenja manjša, saj je zdravljenje bolezni pogosto usmerjeno na osnovni vzrok. Med osebe z večjim tveganjem za aplastično anemijo spadajo posamezniki, ki so izpostavljeni velikim odmerkom sevanja, strupenim kemikalijam, tisti, ki jemljejo nekatera zdravila na recept ali imajo že obstoječe avtoimunske motnje ali bolezni krvi, in nosečnice. Stopnja petletnega preživetja je pri prejemnikih presadka krvnega mozga več kot 75-odstotna. Druge strategije zdravljenja vključujejo zdravila in transfuzijo krvi. Bolniki, ki jih ne zdravijo, bodo pogosto umrli v enem letu zaradi povezanih zapletov, ki so najpogosteje krvavitve in okužbe zaradi pomanjkanja trombocitov ali belih krvnih celic. Presejalni test za zgodnje odkrivanje in diagnosticiranje aplastične anemije še ni na voljo.

## Slavni bolniki
- Marie Curie[25]
- Eleanor Roosevelt[26]
- Donny Schmit[27]
- Ted DeVita[28]
- Demetrio Stratos[29]
- John Dill (britanski feldmaršal)[30]